# Адельфокоріс багатоїдний
Адельфокоріс багатоїдний (Adelphocoris vandalicus) — вид клопів родини трав'яних клопів (Miridae).

## Поширення
Вид поширений в Європі, Північній Африці (Марокко) та Західній Азії (Азербайджан, Казахстан, Туреччина, Грузія та Вірменія).

## Опис
Тіло в основному жовте, щиток жовтуватий, як і більша частина крил. Переднеспинка має чорний поперечний малюнок, а нижній край світлий. Краї клиноподібних крил червоні, а кінчик червонуватий або чорнуватий. Ноги коричневі або червоні. Антени також червонувато-коричневі, зі світлими ділянками на третьому і четвертому сегментах. Другий членик вусика потовщений на кінчику, чорного кольору. Довжина тіла самців від 7,5 мм до 8,5 мм, а самиць від 7,3 мм до 8 мм. 

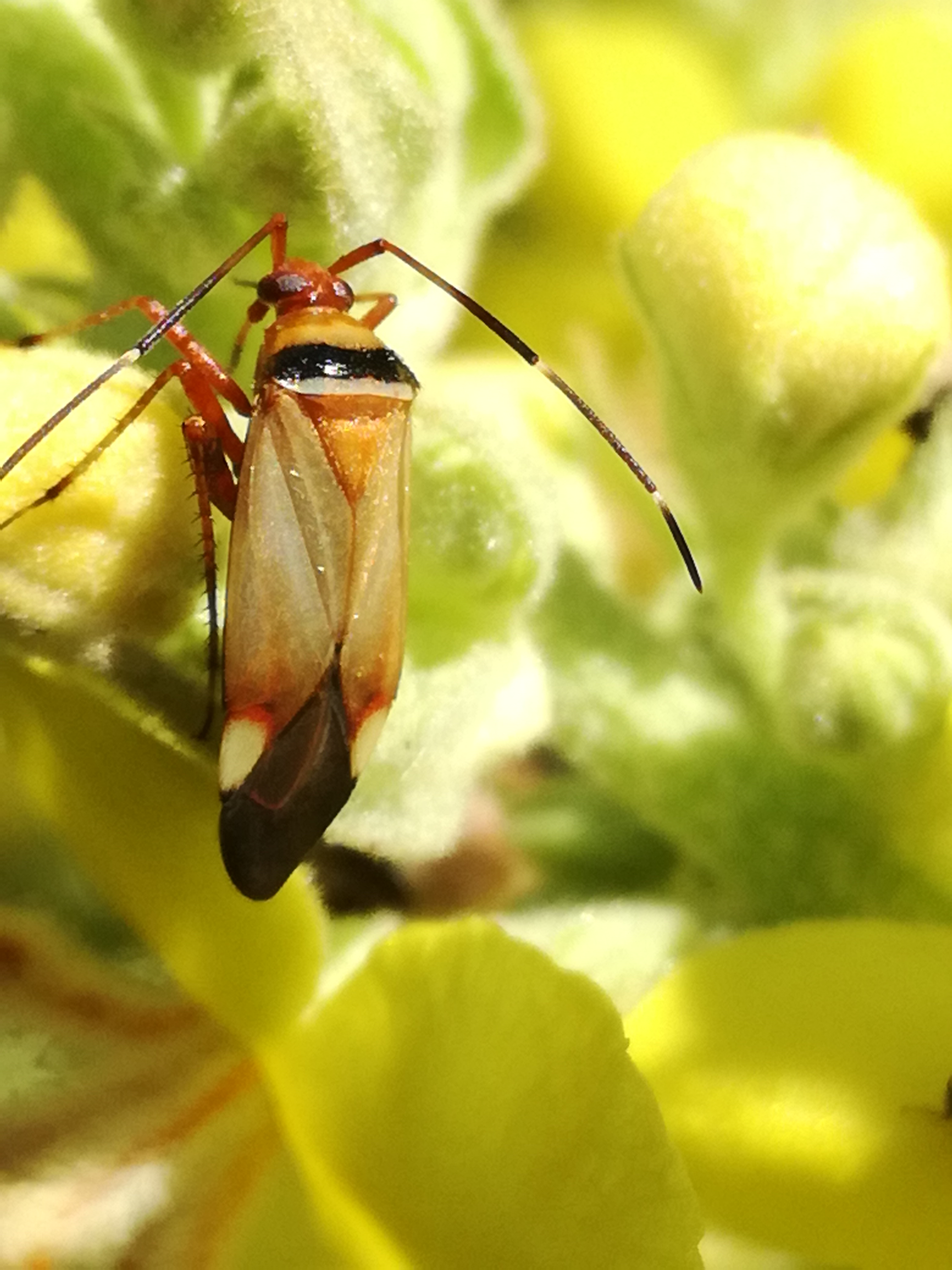
Імаго
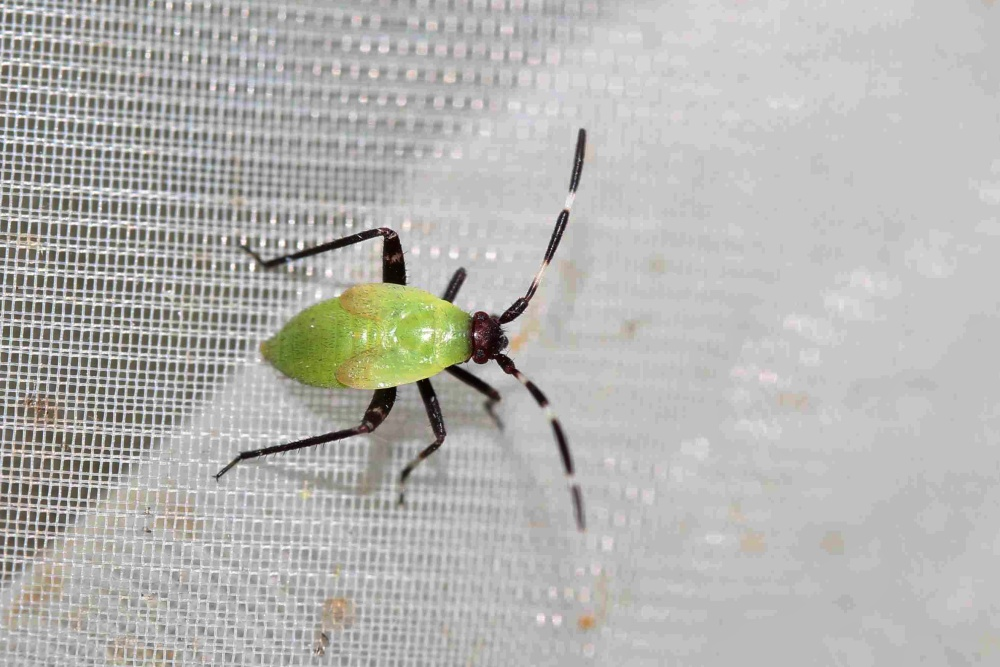
Німфа

## Спосіб життя
Імаго трапляються з червня і активні до кінця вересня. За сприятливих погодних умов вони можуть зустрітися на початку жовтня. Живиться рослинами з родів Verbascum, Echinops, Centaurea і Tanacetum. Зимує у стадії яйця.